# Saint-Jeoire-Prieuré
Saint-Jeoire-Prieuré är en kommun i departementet Savoie i regionen Auvergne-Rhône-Alpes i sydöstra Frankrike. Kommunen ligger i kantonen La Ravoire som tillhör arrondissementet Chambéry. År 2022 hade Saint-Jeoire-Prieuré 1 965 invånare.

## Befolkningsutveckling
Antalet invånare i kommunen Saint-Jeoire-Prieuré
| Referens: INSEE |